# حكيم (فلسفة)

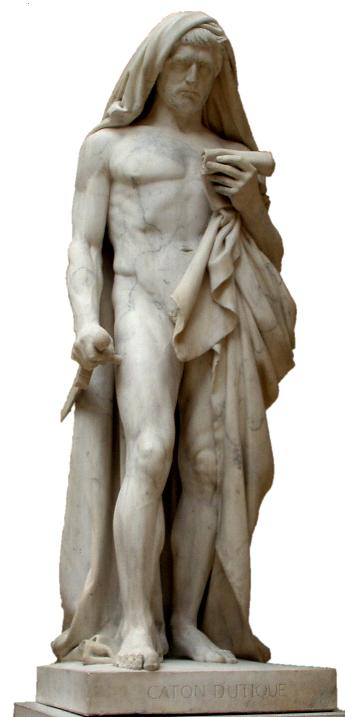
تمثال منحوت لكاتو الأصغر معروضٌ في متحف اللوفر الفرنسي، يمثّله التمثال وهو على وشك الانتحار، في أثناء قرائته لرسالة قديمة كتبها أفلاطون عن كيفية موت الفيلسوف الإغريقي سقراط. بدأ إنجاز هذا العمل الحرفي جين بابتيست رومان (1792-1835)، باستعمال رخام كرارا أبيض.

الحكيم (اليونانية القديمة: σοφός،‏ sophos)، في الفلسفة الكلاسيكية، هو الشخص الذي بلغ الحكمة. تم استخدام المصطلح أيضًا بالتبادل مع "الشخص الصالح" (اليونانية القديمة: ἀγαθός،‏ agathos)، و"الشخص الفاضل" (اليونانية القديمة: σπουδαῖος،‏ spoudaios). من بين أقدم روايات الحكيم تبدأ بـSphairos لأمبادوقليس. يصف هوراس الـSphairos بأنه "داخل نفسه تمامًا، ومستدير جيدًا وكرويًا، بحيث لا يمكن لأي شيء غريب أن يلتصق به، بسبب سطحه الأملس والمصقول." بدلاً من ذلك، فإن الحكيم هو الشخص الذي يعيش "وفقًا لمثل أعلى يتجاوز كل يوم."
العديد من مدارس الفلسفة الهلنستية لديها الحكيم كشخصية مميزة. كتب كارل لودفيج ميشليه أن "الديانة اليونانية بلغت ذروتها بإلهها الحقيقي الحكيم". يطور بيير هادوت هذه الفكرة، مشيرًا إلى أنه "في اللحظة التي يحقق فيها الفلاسفة تصورًا عقلانيًا عن الإله استنادًا إلى نموذج الحكيم، تتجاوز اليونان تمثيلها الأسطوري لآلهتها." في الواقع، يتم تقديم أفعال الحكيم على أنها الطريقة التي يتصرف بها الإله في نفس الموقف.